# Carlos Ruiz (baseball)
Pour le footballeur guatémaltèque, voir Carlos Ruiz.
Carlos Joaquin Ruiz (né le 22 janvier 1979 à David, Chiriquí, Panama) est un receveur des Mariners de Seattle de la Ligue majeure de baseball. 
De 2006 à 2016, il évolue pour les Phillies de Philadelphie, qu'il représente au match des étoiles 2012 et avec qui il remporte la Série mondiale 2008.
Carlos Ruiz partage avec Jason Varitek un record du baseball majeur : celui d'avoir été le receveur lors de 4 matchs sans point ni coup sûr. Il est le receveur pour les deux performances du genre réalisées en 2010 par Roy Halladay, pour un match sans coup sûr combiné par 5 lanceurs des Phillies en 2014, puis pour le match sans coup sûr de Cole Hamels en 2015.

## Carrière
Signé comme agent libre par les Phillies de Philadelphie en 1998, Carlos Ruiz fait ses débuts avec le grand club le 6 mai 2006.
Il devient le receveur attitré de l'équipe à partir de 2007, où il présente des records personnels de 97 coups sûrs et 54 points produits.
Il frappe un coup de circuit dans le troisième match de la Série mondiale 2008 entre les Phillies et les Rays de Tampa Bay. Plus tard, il met fin à la même rencontre avec un simple en 9e manche donnant la victoire à son équipe. Ruiz fait partie d'une équipe championne pour la première fois lorsque les Phillies remportent la finale.
En 2009, Ruiz produit 43 points et réussit un nouveau record personnel de 9 circuits en une saison. Il se distingue en éliminatoires : il frappe dans une moyenne au bâton de, 308 avec trois points produits en quatre matchs contre les Rockies en Série de division, frappe pour, 385 avec un circuit et quatre points produits en Série de championnat face aux Dodgers et maintient une moyenne de, 333 en Série mondiale 2009 contre les Yankees. Les Phillies perdent toutefois la finale.
En janvier 2010, Ruiz reçoit des Phillies une prolongation de contrat de 8,85 millions de dollars pour trois saisons. Il enchaîne avec une saison 2010 où il frappe pour, 302 en 121 parties, avec huit circuits et 53 points produits, aidant les Phillies à conquérir le titre de la division Est pour une quatrième année de suite.
Il frappe pour, 283 avec six circuits et 40 points produits en 2011.
Ruiz connaît sa meilleure saison en carrière en 2012 avec des sommets personnels de 121 coups sûrs, 32 doubles, 16 circuits, 68 points produits, 56 points marqués et une moyenne au bâton de ,325 en 114 parties. Il est invité pour la première fois au match des étoiles.
Le 27 novembre 2012, la Ligue majeure de baseball suspend Ruiz pour 25 matchs pour usage d'Adderall, un stimulant interdit par la ligue en 2006 à moins de détenir une exemption pour raisons médicales. Ruiz aurait déjà bénéficié d'une autorisation pour utiliser ce médicament comme traitement pour un trouble déficitaire de l'attention et cette autorisation aurait été renouvelée après sa suspension. 
En 92 matchs joués en 2013, Ruiz voit ses statistiques offensives chuter de façon marquée : 5 circuits, 37 points produits, moyenne au bâton de ,268 et faible pourcentage de présence sur les buts de ,320.
Le 25 août 2016, Ruiz est échangé aux Dodgers de Los Angeles en retour du receveur A. J. Ellis, du lanceur Tommy Bergjans et du voltigeur Joey Curletta,.
Ruiz est transféré aux Mariners de Seattle le 6 novembre 2016 en échange du lanceur gaucher Vidal Nuño.